# Кулуарна дипломатія
Кулуарна робота — неформальний вид дипломатії, який не має чіткого регламенту, кодифікованих правил.
Мета кулуарної дипломатії — увійти в неформальний контакт з партнерами або учасниками переговорів, особисто з ними познайомитися для того, щоб здійснити вигідний вплив на позицію партнерів тощо.
За формою кулуарна дипломатія може мати активний і пасивний характер.
Активна передбачає дії дипломата для встановлення швидкого контакту. В дипломатичній практиці вважається цілком прийнятним, коли дипломат підходить до одного або групи дипломатів і після представлення приєднується до бесіди або й розпочинає її.
За цих умов необхідно попередньо вирішити, яке питання дипломат пропонуватиме для бесіди, чи буде воно цікавим для співрозмовника, чи не виглядатиме штучним, вигаданим тощо.
Пасивна кулуарна робота полягає в умінні, знаходячись серед співрозмовників, уникати викладення позиції своєї сторони з того чи іншого питання. В складних випадках таку поведінку можна пояснити відсутністю відповідної державної позиції тощо. Водночас пасивна позиція залишає можливість вислуховувати аргументи сторін, не висловлюючи власних.
Кулуарна робота належить до дипломатії високого рівня. Уміле її ведення може дати кращі результати, ніж формальне обговорення проблем під час офіційних заходів.